# Калда (Потенца)
Калда (итал. Calda) је насеље у Италији у округу Потенца, региону Базиликата.
Према процени из 2011. у насељу је живело 483 становника. Насеље се налази на надморској висини од 681 м.